# Suite Life: Nie ma to jak statek
Nie ma to jak statek (oryginalnie The Suite Life on Deck) – amerykański sitcom dla młodzieży, należący do seriali Disney Channel Original Series, a także sequel/spin-off serialu Nie ma to jak hotel.
Serial pokazuje przygody Zacka i Cody’ego Martinów, London Tipton oraz Bailey Pickett w nowym miejscu – na statku S.S. Tipton. Odwiedził on wiele miejsc, m.in. takich jak: Wyspy Galapagos, Grecja, Hawaje, Indie, Lichostan, „Wyspa Papug”, Rzym, gdzie bohaterowie poznają odmienne kultury i mają zwariowane przygody. Program, który ma w sobie wiele przygód, które odbywają się na statku „siedmiu mórz”.

## Emisja
Premiera pilotowego odcinka odbyła się 19 września 2008 w Disney Channel UK i 26 września na rynku amerykańskim. Premiera na Disney Channel US zgromadziła 5,7 miliona widzów i stała się premierą serialową z największą oglądalnością na kanadyjskim kanale Family. Serial ten był w Disney Channel w 2008 najczęściej oglądanym w grupach wiekowych dzieci 6-11 i nastolatki 9-14, wygrywając z serialami Hannah Montana i Czarodzieje z Waverly Place.
Od 16 stycznia 2009 serial był emitowany w polskim Disney Channel a 7 listopada 2009 pojawił się w Disney XD.
Serial został stworzony przez Danny’ego Kallisa i Jima Geoghana, a jego developerami są Kallis i Pamela Eells O’Connell. Dylan i Cole Sprouse grają w nim główne męskie role, a Brenda Song gra główną żeńską rolę. W głównych rolach występują również Debby Ryan jako Bailey Pickett, a także Phill Lewis jako pan Moseby. Nowymi aktorami względem serialu Nie ma to jak hotel są Debby Ryan, Matthew Timmons (w roli drugoplanowej) i Erin Cardillo (w roli drugoplanowej) Doc Shaw dołączył do głównej obsady w sezonie drugim.
Serial jest wyświetlany w ponad 30 krajach i kręcony w Hollywood Center Studios w Los Angeles. Pilotażowy odcinek był dostępny w Stanach Zjednoczonych do darmowego ściągnięcia poprzez iTunes Store od 9 września 2009, jednak później ustalono cenę na 1,99 USD. Serial jest kręcony na żywo z udziałem publiczności. Od drugiego sezonu, Suite Life: Nie ma to jak statek jest produkowany i emitowany w HDTV i jest już czwartym serialem Disney Channel w tej technologii (pierwszymi są Słoneczna Sonny, Fineasz i Ferb oraz Jonas).

## Produkcja
4 lutego 2008 ogłoszono, że Disney Channel tworzy spin-off Nie ma to jak hotel. Oryginalny twórca serialu, Danny Kallis, został również powiązany z nowym projektem. Niektóre elementy serialu pozostały, a niektóre się zmieniły. Główna fabuła została stworzona przez Kallisa i Pamelę Eells O’Connell. Kallis, O’Connell, Jim Geoghan i Irene Dreayer są producentami wykonawczymi. Serial jest produkowany przez It’s a Laugh Productions i Danny Kallis Productions.
W grudniu 2008 potwierdzono, że trwają prace nad nowymi trzynastoma odcinkami będącymi sezonem drugim. 11 maja 2009 ogłoszono, że nowa seria będzie zawierała więcej niż trzynaście planowanych odcinków. Wraz z drugim sezonem Zack, Cody, London i pan Moseby stali się najczęściej pojawiającymi się postaciami seriali Disney Channel – 138 odcinków. 16 października 2009 zapowiedziano produkcję trzeciego sezonu, która rozpoczęła się w styczniu 2010.

## S.S. Tipton
Liniowiec jest własnością pana Tiptona, ojca London Tipton. Na statku znajduje się Liceum Siedmiu Mórz i kajuty dla uczniów, centra rozrywki, ściany wspinaczkowe itp. W serialu najczęściej widzimy Pokład Niebo (ang. Sky Deck), na którym znajduje się bar oraz jacuzzi. W crossoverze Wizards on Deck with Hannah Montana, zostaje ujawniona informacja, że statek ten waży 87 tys. ton. W odcinku Graduation on Deck dowiadujemy się, że statek został sprzedany. Miał się udać do Nowego Jorku, gdzie został rozebrany na części.
| Nazwa odcinka                  | Odwiedzone miejsce       |
| ------------------------------ | ------------------------ |
| Ruszamy na morze               | Boston                   |
| Wyspa papug                    | Wyspa Papug              |
| Zamrożenie                     | Arktyka                  |
| Czas na imprezę                | Belgia                   |
| Morski potwór                  | Wyspy Galapagos          |
| Amulet Afrodyty                | Grecja                   |
| Przyjazd mamy i kanciarz Swami | Indie                    |
| Maddie na statku               | Lichtenstamp             |
| Wyrolowany Holmes              | Wielka Brytania – Londyn |
| Milczące leczenie              | Monako – Monte Carlo     |
| Rock Maroka                    | Maroko                   |
| Kiedyś w Rzymie                | Włochy – okolice Rzymu   |
| Rozstanie w Paryżu             | Francja – Paryż          |
| Dzień Wagarowicza              | Argentyna                |
| Szwedzkie życie                | Szwecja                  |
| Więzi rodzinne                 | Tajlandia                |
| Kłopoty w Tokio                | Tokio                    |
| Graduation on Deck             | Nowy Jork                |
| Podwójne starcie               | Boston / Hawaje          |

## Obsada

### Role główne
| Bohater        | Aktor         | Polski dubbing      | Sezon |
| -------------- | ------------- | ------------------- | ----- |
| Cody Martin    | Cole Sprouse  | Wojciech Rotowski   | 1-3   |
| Zack Martin    | Dylan Sprouse | Mateusz Narloch     | 1-3   |
| London Tipton  | Brenda Song   | Monika Pikuła       | 1-3   |
| Bailey Pickett | Debby Ryan    | Agnieszka Mrozińska | 1-3   |
| Marcus Little  | Doc Shaw      | Łukasz Talik        | 2-3   |
| Pan Moseby     | Phill Lewis   | Tomasz Kozłowicz    | 1-3   |

### Role drugoplanowe
| Bohater         | Aktor                   | Polski dubbing    | Sezon |
| --------------- | ----------------------- | ----------------- | ----- |
| Emma Tutweiller | Erin Cardillo           | Dominika Kluźniak | 1-3   |
| Kirby Moris     | Windell D. Middlebrooks | Janusz Wituch     | 1-3   |
| Woody Fink      | Matthew Timmons         | Adam Pluciński    | 1-3   |
| Addison         | Rachael Kathryn Bell    | Katarzyna Łaska   | 1-3   |
| Maya Bennett    | Zoey Deutch             | Maria Niklińska   | 3     |

### Role gościnne
| Bohater                       | Aktor                   | Polski dubbing         | Sezon |
| ----------------------------- | ----------------------- | ---------------------- | ----- |
| Carey Martin                  | Kim Rhodes              | Anna Dereszowska       | 1, 3  |
| Kurt Martin                   | Robert Torti            | Karol Wróblewski       | 1, 3  |
| Pani Pepperman                | Lillian Adams           | Joanna Borer           | 1     |
| Connie                        | Jennifer Tisdale        | Joanna Borer           | 1     |
| Cindy                         | Kathie Lee Gifford      | Joanna Borer           | 2     |
| Padma                         | Tiya Sircar             | Katarzyna Łaska        | 1     |
| Holden                        | Chad Duell              |                        | 1     |
| Moose                         | Hutch Dano              | Leszek Zduń            | 1, 3  |
| Maddie Fitzpatrick            | Ashley Tisdale          | Julia Kołakowska       | 1     |
| Lilly Truscott/Lola Luftnagle | Emily Osment            | Julia Kołakowska       | 1     |
| Arwin Hawkhauser              | Brian Stepanek          | Wojciech Paszkowski    | 1, 3  |
| Milos Hakahapolis             | Brian Stepanek          | Wojciech Paszkowski    | 1     |
| Chelsea Brimmer               | Brittany Curran         | Joanna Pach            | 1     |
| Barbara Brownstein            | Sophie Oda              | Bożena Furczyk         | 1     |
| Bob                           | Charlie Stewart         | Bartosz Kołsut         | 1     |
| Luca                          | Jacopo Sarno            | Jakub Molęda           | 1     |
| Yohan Yo                      | Grant Johnson           | Maciej Musiał          | 1     |
| Miley Stewart/Hannah Montana  | Miley Cyrus             | Julia Hertmanowska     | 1     |
| Alex Russo                    | Selena Gomez            | Anna Wodzyńska         | 1     |
| Justin Russo                  | David Henrie            | Rafał Kołsut           | 1     |
| Max Russo                     | Jake T. Austin          | Piotr Janusz           | 1     |
| Armando                       | Justin Kredible         | Piotr Bajtlik          | 2     |
| Jordin Sparks                 | Jordin Sparks           | Monika Wierzbicka      | 2     |
| Kurt Warner                   | Kurt Warner             | Jakub Szydłowski       | 2     |
| Janice i Jessica              | Camilla i Rebecca Rosso | Marta Dobecka          | 2     |
| Pan Blanket                   | Michael Hitchcock       | Waldemar Barwiński     | 2     |
| Esteban Ramírez               | Adrian R’Mante          | Krzysztof Szczerbiński | 2     |
| Sean Kingston                 | Sean Kingston           | Paweł Ciołkosz         | 3     |
| Dwight Howard                 | Dwight Howard           | Adam Krylik            | 3     |
| Deron Williams                | Deron Williams          | Zbigniew Konopka       | 3     |
| Kevin Love                    | Kevin Love              | Klaudiusz Kaufmann     | 3     |
| Wilfred Tipton                | John Michael Higgins    | Artur Kaczmarski       | 3     |

## Przegląd sezonów
| Seria | Seria | Odcinki | Odcinki | Pierwsza emisja  | Pierwsza emisja | Pierwsza emisja  | Pierwsza emisja  |
| Seria | Seria | USA     | Polska  | Premiera         | Finał           | Premiera         | Finał            |
| ----- | ----- | ------- | ------- | ---------------- | --------------- | ---------------- | ---------------- |
|       | 1     | 21      | 21      | 26 września 2008 | 17 lipca 2009   | 16 stycznia 2009 | 6 grudnia 2009   |
|       | 2     | 28      | 30      | 7 sierpnia 2009  | 18 czerwca 2010 | 16 stycznia 2010 | 30 stycznia 2011 |
|       | 3     | 22      | 22      | 2 lipca 2010     | 6 maja 2011     | 5 lutego 2011    | 3 czerwca 2012   |
|       | Film  | Film    | Film    | 25 marca 2011    | 25 marca 2011   | 18 grudnia 2011  | 18 grudnia 2011  |

## Oglądalność

### USA
Pilot serialu zadebiutował na Disney Channel w USA 19 września 2008, i został obejrzany przez około 5,7 milionów widzów. Równie sukcesywna okazała się jego premiera w kanadyjskiej stacji Family. W raporcie Business Wire przeprowadzonym w grudniu 2008, Suite Life: Nie ma to jak statek zajął w całym 2008 pierwsze miejsce za seriale z najlepszym scenariuszem, dla dzieci w wieku od 6 do 11 i osób przed wiekiem nastoletnim, od 9 do 14 lat, pobijając Hannah Montana i Czarodziei z Waverly Place. Przez wiele miesięcy był najczęściej oglądanym serialem dla dzieci. Jest również jednym z czterech najlepiej oglądanych seriali fabularnych. Jest także jednym z najlepiej oglądanych programów w piątkowe wieczory, razem z Nickelodeon dla dzieci w wieku 9-14, oraz 58% wśród dzieci w wieku 6-11. Często zdobywa pierwsze miejsce wśród wszystkich stacji kablowych, zdobywając drugie miejsce wśród wszystkich stacji (najlepszy jest Fox News) z 800 tys. widzami.
Najlepiej obejrzanym odcinkiem został „Double-Crossed” druga część crossoveru Wizards on Deck with Hannah Montana, łączącego Suite Life: Nie ma to jak statek, Czarodziei z Waverly Place i Hannah Montana, który został wyemitowany 17 lipca 2009 w Disney Channel. Został obejrzany przez ponad 9,3 milionów widzów, będąc wtedy najczęściej oglądanym programem telewizji kablowej, oraz najlepszą premierą w historii wszystkich Disney Channel Original Series.
Na początku października 2009 wyemitowano godzinny odcinek „Lost at Sea”. Jego oglądalność wyniosła 7 milionów widzów i była największa spośród wszystkich dotychczasowych odcinków Suite Life: Nie ma to jak statek (z wyjątkiem „Double-Crossed”). Był on również najlepiej oglądanym programem w amerykańskiej telewizji kablowej około godziny 20:00, a także najlepiej oglądanym godzinnym programem w historii Disney Channel.

### iTunes
Serial został udostępniony poprzez iTunes Store jeszcze przed premierą telewizyjną. W dniu wydania, pierwszy odcinek był dostępny darmowo, potem powrócił do stałej ceny $1,99.

## Czołówka
W czołówce serialu wykorzystany jest utwór „Livin’ the Suite Life”, napisany przez Johna Adaira i Steve’a Hamptona (którzy wcześniej pisali utwory czołówkowe między innymi w serialach Disney Channel Nie ma to jak hotel, Filip z przyszłości i Czarodzieje z Waverly Place i serialu ABC Kids Power Rangers: RPM), z muzyką skomponowaną przez Gary’ego Scott (kompozytora muzyki do serialu i jego reklam) i wykonywany przez Steve’a Rushtona, brytyjskiego piosenkarza (którego nazwisko nie pojawia się w napisach do serialu w pierwszym sezonie). Jest to jeden z dwóch utworów czołówkowych Disney Channel nie wykonywany przez żadną z gwiazd tego serialu (drugim jest Fineasz i Ferb).
W drugim sezonie czołówka podlega zmianom, choć niektóre jej fragmenty pozostają. Pojawia się kilka nowych ujęć, logo jest przedstawione z innym tłem, oprócz tego intro drugiego sezonu można obejrzeć w HDTV.

## Marketing

### Wydania DVD
| Tytuł DVD                           | Region 1         | Dyski | Zawartość |
| ----------------------------------- | ---------------- | ----- | --- |
| Anchors Away!                       | 25 sierpnia 2009 | 1     | - 5 odcinków: „The Suite Life Sets Sail”, „Kidney of the Sea”, „International Dateline”, „Maddie on Deck”, „Mulch Ado About Nothing” - Wywiad Debby Ryan z braćmi Sprouse. |
| Wizards on Deck with Hannah Montana | 22 września 2009 | 1     | Wizards on Deck with Hannah Montana |

### Pozostałe
18 maja 2009 roku magazyn People opublikował specjalną kolekcjonerską edycję Nie ma to jak statek (wcześniej produkował takie edycje dla innych produkcji Disney Channel, m.in. dla Hanny Montany i High School Musical). Edycja ta zawierała 60 stron z wywiadami, grami, zdjęciami i plakatami, a na okładce pojawili się Dylan i Cole Sprouse oraz Brenda Song.
13 lipca 2009 wydano promocyjną książkę The Suite Life on Deck Sink or Swim Sticker Activity Book zawierającą 32 strony naklejek, a także quizy, plakaty i gry logiczne. Została wydana przez Modern Publishing i Disney Books. Oprócz tego wydano album ze zdjęciami. W sierpniu 2009 wydano kolejne dwie książki zatytułowane Suite Life on Deck: A Day in the Life i Suite Life on Deck Party Planner. Pierwsza z nich zawierała imprezowy przewodnik i quizy, liczyła 32 strony, a druga kolejne quizy i naklejki.

## Nagrody
| Rok  | Rezultat  | Nagroda                                  | Kategoria                                | Dla           |
| ---- | --------- | ---------------------------------------- | ---------------------------------------- | ------------- |
| 2008 | Nominacja | Family Television Awards                 | Najlepszy serial komediowy               |               |
| 2008 | Wygrana   | Nagroda Młodych Artystów                 | Najlepsza rola gościnna młodej aktorki   | Sophie Oda    |
| 2008 | Nominacja | Nagroda Młodych Artystów                 | Najlepsza rola promocyjna młodego aktora | Jacopo Sarno  |
| 2009 | Nominacja | Poptastic Awards magazynu Popstar!       |                                          |               |
| 2009 | Nominacja | Poptastic Awards magazynu Popstar!       | Najlepszy telewizyjny aktor              | Dylan Sprouse |
| 2009 | Nominacja | Poptastic Awards magazynu Popstar!       | Najlepszy telewizyjny aktor              | Cole Sprouse  |
| 2009 | Nominacja | Poptastic Awards magazynu Popstar!       | Najlepsza telewizyjna aktorka            | Brenda Song   |
| 2009 | Nominacja | Poptastic Awards magazynu Popstar!       | Najlepsza telewizyjna aktorka            | Debby Ryan    |
| 2009 | Wygrana   | Poptastic Awards magazynu Popstar!       | Najlepszy debiutant                      | Debby Ryan    |
| 2009 | Wygrana   | Nickelodeon Kids’ Choice Awards (Włochy) | Ulubiony serial telewizyjny              |               |

## Międzynarodowa emisja
| Państwo / Region                                                                            | Stacja                           | Premiera                                                | Tytuł (tłumaczenie)                                                    |
| ------------------------------------------------------------------------------------------- | -------------------------------- | ------------------------------------------------------- | ---------------------------------------------------------------------- |
| Afryka                                                                                      | Disney Channel Afryka            | 16 stycznia 2009                                        | The Suite Life on Deck (Apartamentowe życie na statku)                 |
| Argentyna                                                                                   | Disney Channel Latynoska Ameryka | 14 grudnia 2008 (zapowiedź) 19 grudnia 2008 (premiera)  | Zack y Cody: Gemelos a Bordo (Zack i Cody: Bliźniaki na statku)        |
| Australia · Nowa Zelandia                                                                   | Disney Channel Australia         | 6 października 2008                                     | The Suite Life on Deck (Apartamentowe życie na statku)                 |
| Bangladesz · Indie · Sri Lanka                                                              | Disney Channel Indie             | 30 stycznia 2009                                        | The Suite Life on Deck (Apartamentowe życie na statku)                 |
| Brazylia                                                                                    | Disney Channel Brazylia          | 14 grudnia 2008 (zapowiedź) 16 stycznia 2009 (premiera) | Zack & Cody: Gêmeos a Bordo (Zack i Cody: Bliźniaki na statku)         |
| Brunei · Filipiny · Indonezja · Korea Południowa · Malezja · Singapur · Tajlandia · Wietnam | Disney Channel Azja              | 15 grudnia 2008                                         | The Suite Life on Deck (Apartamentowe życie na statku)                 |
| Dania                                                                                       | Disney Channel Skandynawia       | 16 stycznia 2009                                        | Det Søde Liv til Søs (Apartamentowe życie na statku)                   |
| Finlandia                                                                                   | Disney Channel Skandynawia       | 16 stycznia 2009                                        | Viiden tähden merielämää (Apartamentowe życie na statku)               |
| Francja                                                                                     | Disney Channel Francja           | 10 grudnia 2008                                         | La Vie de croisière de Zack et Cody (Życie Zacka i Cody’ego na statku) |
| Grecja                                                                                      | Disney Channel Grecja            | 3 października 2009                                     | Ζακ και Κόντι,Κατάστρωμα Πρόβλημα (Zack i Cody: Katastrofa na statku)  |
| Hiszpania                                                                                   | Disney Channel Hiszpania         | 1 stycznia 2009 (zapowiedź) 16 stycznia 2009 (premiera) | Zack y Cody: Todos a Bordo (Zack i Cody: Wszyscy na pokładzie)         |
| Holandia                                                                                    | Disney Channel Holandia          | 3 października 2009                                     | The Suite Life on Deck (Apartamentowe życie na statku)                 |
| Irlandia · Wielka Brytania                                                                  | Disney Channel UK                | 19 września 2008 (zapowiedź) 6 lutego 2009 (premiera)   | The Suite Life on Deck (Apartamentowe życie na statku)                 |
| Izrael                                                                                      | Disney Channel Izrael            | styczeń 2009                                            | זאק וקודי החיים היפים על הסיפון                                        |
| Japonia                                                                                     | Disney Channel Japonia           | 24 stycznia 2009                                        | スイート・ライフ オン・クルーズ (Apartamentowe życie na pokładzie)     |
| Kanada                                                                                      | Family Channel                   | 13 października 2008                                    | (La Vie de crosière de Zack et Cody – po francusku)                    |
| Kanada                                                                                      | VRAK.TV                          | 13 października 2008                                    | (La Vie de crosière de Zack et Cody – po francusku)                    |
| Kolumbia                                                                                    | Disney Channel Latynoska Ameryka | 14 grudnia 2008 (zapowiedź) 16 stycznia 2009 (premiera) | Zack y Cody: Gemelos a Bordo (Zack i Cody: Bliźniaki na statku)        |
| Liga Państw Arabskich                                                                       | Disney Channel Bliski Wschód     | 6 lutego 2009                                           | The Suite Life on Deck (Apartamentowe życie na statku)                 |
| Meksyk                                                                                      | Disney Channel Latynoska Ameryka | 14 grudnia 2008 (zapowiedź) 16 stycznia 2009 (premiera) | Zack y Cody: Gemelos a Bordo (Zack i Cody: Bliźniaki na statku)        |
| Niemcy                                                                                      | Disney Channel Niemcy            | 30 stycznia 2009                                        | Zack und Cody an Bord (Zack i Cody na statku)                          |
| Niemcy                                                                                      | Super RTL                        | 8 lutego 2009 (zapowiedź) 28 września 2009 (premiera)   | Zack und Cody an Bord (Zack i Cody na statku)                          |
| Norwegia                                                                                    | Disney Channel Skandynawia       | 16 stycznia 2009                                        | Det søte liv til sjøs                                                  |
| Pakistan                                                                                    | Disney Channel Pakistan          | 28 września 2008                                        | The Suite Life on Deck (Apartamentowe życie na statku)                 |
| Polska                                                                                      | Disney Channel Polska            | 16 stycznia 2009                                        | Suite Life: Nie ma to jak statek                                       |
| Polska                                                                                      | Disney XD Polska                 | 7 listopada 2009                                        | Suite Life: Nie ma to jak statek                                       |
| Portugalia                                                                                  | Disney Channel Portugalia        | 1 stycznia 2009 (zapowiedź) 16 stycznia 2009 (premiera) | Zack y Cody: Todos a Bordo (Zack i Cody: Wszyscy na pokładzie)         |
| Tajwan                                                                                      | Disney Channel Tajwan            | 24 stycznia 2009                                        | 小查與寇弟的頂級郵輪生活 (Zack i Cody nowe przygody na statku)         |
| Południowa Afryka                                                                           | Disney Channel Południowa Afryka | 16 stycznia 2009                                        | The Suite Life on Deck (Apartamentowe życie na statku)                 |
| Stany Zjednoczone                                                                           | Disney Channel USA               | 26 września 2008                                        | The Suite Life on Deck (Apartamentowe życie na statku)                 |
| Szwecja                                                                                     | Disney Channel Skandynawia       | 16 stycznia 2009                                        | Det ljuva havslivet (Słodkie życie na morzu)                           |
| Turcja                                                                                      | Disney Channel Turcja            | 16 stycznia 2009                                        | Zack ve Cody Güvertede (Zack i Cody na pokładzie)                      |
| Włochy                                                                                      | Disney Channel Włochy            | 11 stycznia 2009                                        | Zack e Cody sul ponte di comando (Zack i Cody na statku)               |